# Hội Vô tuyến Điện tử Việt Nam
Hội Vô tuyến Điện tử Việt Nam hay Hội Vô tuyến - Điện tử Việt Nam, tên giao dịch tiếng Anh là "The Radio and Electronics Association of Vietnam" viết tắt REV, là tổ chức xã hội - nghề nghiệp của những người làm việc trong lĩnh vực vô tuyến - điện tử học tại hoặc liên quan đến Việt Nam .
Điều lệ Hội Vô tuyến Điện tử Việt Nam sửa đổi hiện hành được Bộ Nội vụ phê duyệt tại Quyết định số 851/QĐ-BNV ngày 15 tháng 8 năm 2014 .
Trụ sở Hội đặt tại địa chỉ 57 phố Vũ Thạnh, phường Ô Chợ Dừa, quận Đống Đa, thành phố Hà Nội .
Cơ quan ngôn luận: Tạp chí Điện tử và Ứng dụng

## Ban Lãnh đạo REV Nhiệm Kỳ 2023-2028
1. Trần Đức Lai – Chủ tịch
2. Nguyễn Cảnh Minh - Phó Chủ tịch kiêm Tổng thư ký
3. Đoàn Quang Hoan – Phó Chủ tịch
4. Trần Xuân Nam – Phó Chủ tịch
5. Nguyễn Nam Long – Phó Chủ tịch
6. Đặng Hoài Bắc – Phó Chủ tịch
7. Chử Đức Trình – Phó Chủ tịch